# لوئیجی روبیاتی
لوئیجی روبیاتی (انگلیسی: Luigi Robbiati؛ زادهٔ ۱۸ ژوئن ۱۹۳۵) بازیکن فوتبال اهل ایتالیا است.
از باشگاه‌هایی که در آن بازی کرده‌است می‌توان به باشگاه فوتبال اینتر میلان، باشگاه فوتبال رجانا، باشگاه فوتبال پالرمو، و باشگاه فوتبال چزنا اشاره کرد.